# Schwedenhaus (Berlin)

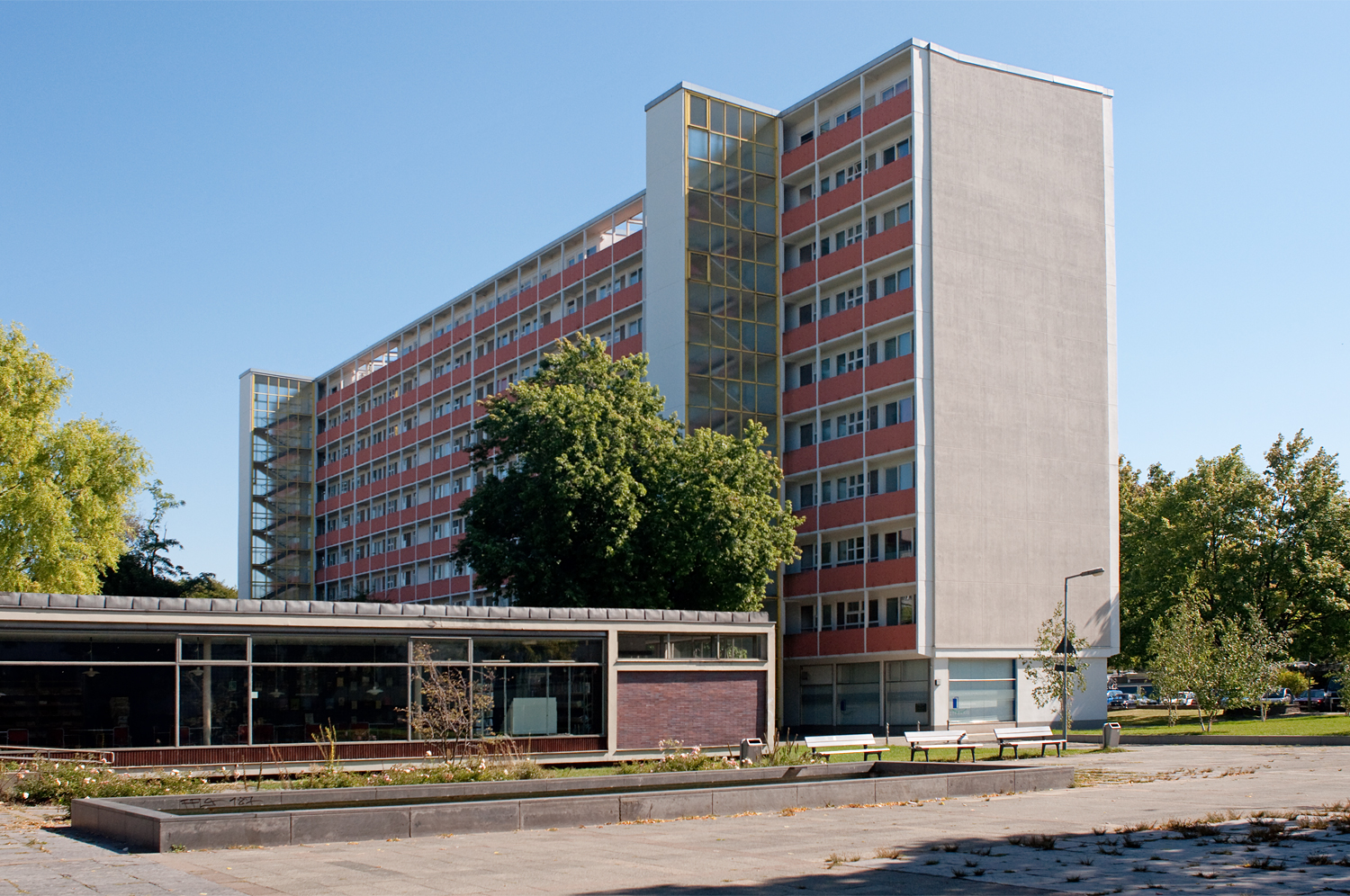
Schwedenhaus im Berliner Hansaviertel, 2012

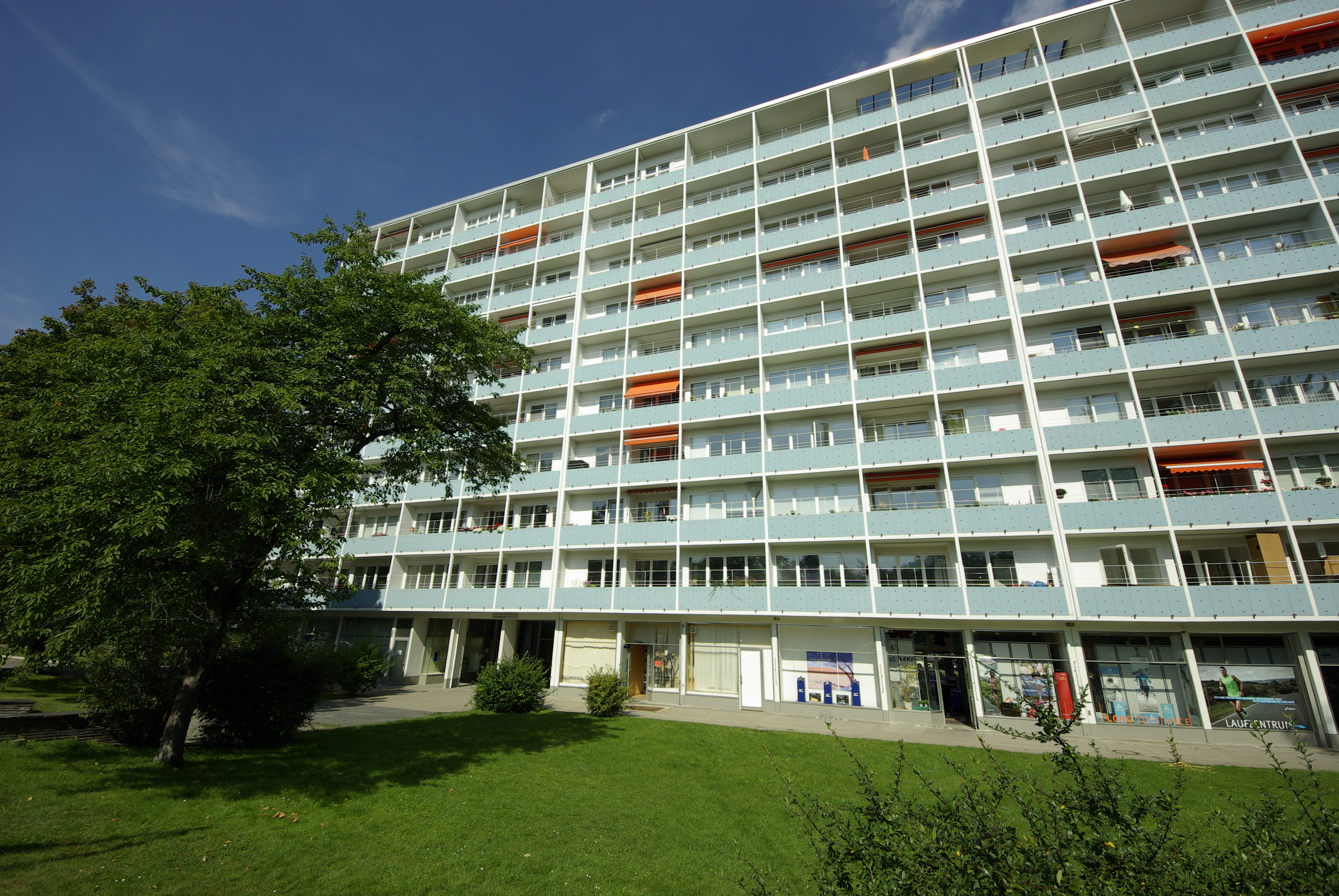
Schwedenhaus im Berliner Hansaviertel, 2012

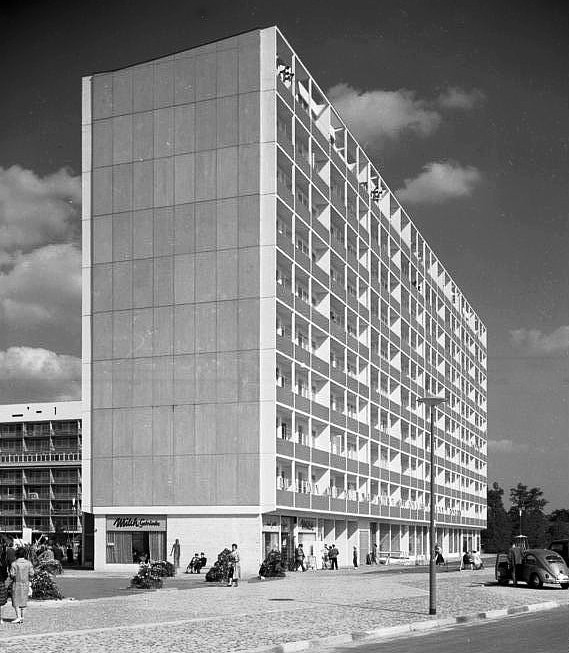
Schwedenhaus im Berliner Hansaviertel, 1957

Das Wohnhochhaus Schwedenhaus, Altonaer Straße 3/9, im Berliner Hansaviertel wurde von den Architekten Fritz Jaenecke und Sten Samuelson zur Interbau 1957 gebaut. Es steht heute unter der Objektnummer 09050387,T unter Denkmalschutz.